# Robert Bourachot
Robert Bourachot est un homme d'affaires français. Il a été le PDG de Maillard et Duclos, numéro un du BTP en région Rhône-Alpes et filiale de la Lyonnaise des eaux. En 1994-1995, il fut placé au centre de l'affaire Maillard et Duclos.
Robert Bourachot fut impliqué dans l'affaire Maillard et Duclos. Le 18 novembre 1993, il fut mis en examen (inculpé) et écroué pour abus de biens sociaux, faux et usage de faux. Il révéla aux policiers l’existence de 27 millions de francs de fonds occultes destinés à des partis politiques et imposés par la maison mère de sa société, la Lyonnaise des Eaux-Dumez, dirigé par Jérôme Monod, ancien secrétaire général du RPR, proche de Jacques Chirac. Il met en cause plusieurs personnalités du RPR et de l’UDF, notamment Alain Juppé.